# Bukit Bintang (station)
 (février 2024).
Si vous disposez d'ouvrages ou d'articles de référence ou si vous connaissez des sites web de qualité traitant du thème abordé ici, merci de compléter l'article en donnant les références utiles à sa vérifiabilité et en les liant à la section « Notes et références ».
Bukit Bintang est une station du monorail de Kuala Lumpur située dans le quartier de Bukit Bintang.